# Kieffer Bellows
Kieffer Bellows (né le 10 juin 1998 à Edina dans l'État du Minnesota aux États-Unis) est un joueur professionnel américain de hockey sur glace. Il évolue au poste d'ailier gauche.

## Biographie
Entre 2014 et 2016, Bellows joue avec le Stampede de Sioux Falls et la United States National Development Team dans l'USHL. Lors de sa première saison avec Sioux Falls, il marque 33 buts, terminant au 5e rang dans la ligue et a est nommé recrue de l'année de l'USHL. Éligible au repêchage d'entrée dans la LNH 2016, il est choisi au 1er tour, à la 19e position au total, par les Islanders de New York.
Le 22 septembre 2017, il signe son premier contrat professionnel de 3 ans avec les Islanders. Il renonce à ses trois années d'éligibilité dans la NCAA pour se joindre aux Winterhawks de Portland dans la LHOu.
Le 27 octobre 2022, il est réclamé au ballottage par les Flyers de Philadelphie.

## Vie privée
Il est le fils de l'ex-joueur de la LNH Brian Bellows.

## Statistiques

### En club
| Saison     | Équipe                       | Ligue      |    | Saison régulière | Saison régulière | Saison régulière | Saison régulière | Saison régulière |   | Séries éliminatoires | Séries éliminatoires | Séries éliminatoires | Séries éliminatoires | Séries éliminatoires |
| Saison     | Équipe                       | Ligue      | PJ | B                | A                | Pts              | Pun              | PJ               | B | A                    | Pts                  | Pun                  |                      |                      |
| 2014-2015  | Stampede de Sioux Falls      | USHL       | 58 | 33               | 19               | 52               | 78               | 12               | 9 | 3                    | 12                   | 12                   |                      |                      |
| 2015-2016  | US National Development Team | USHL       | 23 | 16               | 16               | 32               | 41               | -                | - | -                    | -                    | -                    |                      |                      |
| 2016-2017  | Université de Boston         | H-East     | 34 | 7                | 7                | 14               | 40               | -                | - | -                    | -                    | -                    |                      |                      |
| 2017-2018  | Winterhawks de Portland      | LHOu       | 56 | 41               | 33               | 74               | 63               | 12               | 3 | 10                   | 13                   | 12                   |                      |                      |
| 2018-2019  | Sound Tigers de Bridgeport   | LAH        | 73 | 12               | 7                | 19               | 101              | 5                | 2 | 1                    | 3                    | 0                    |                      |                      |
| 2019-2020  | Sound Tigers de Bridgeport   | LAH        | 52 | 22               | 9                | 31               | 49               | -                | - | -                    | -                    | -                    |                      |                      |
| 2019-2020  | Islanders de New York        | LNH        | 8  | 2                | 1                | 3                | 2                | -                | - | -                    | -                    | -                    |                      |                      |
| 2020-2021  | Islanders de New York        | LNH        | 14 | 3                | 0                | 3                | 4                | -                | - | -                    | -                    | -                    |                      |                      |
| 2021-2022  | Islanders de New York        | LNH        | 45 | 6                | 13               | 19               | 19               | -                | - | -                    | -                    | -                    |                      |                      |
| 2022-2023  | Islanders de New York        | LNH        | 1  | 0                | 0                | 0                | 0                | -                | - | -                    | -                    | -                    |                      |                      |
| 2022-2023  | Flyers de Philadelphie       | LNH        | 27 | 3                | 0                | 3                | 6                | -                | - | -                    | -                    | -                    |                      |                      |
| 2022-2023  | Phantoms de Lehigh Valley    | LAH        | 12 | 3                | 7                | 10               | 16               | -                | - | -                    | -                    | -                    |                      |                      |
| Totaux LNH | Totaux LNH                   | Totaux LNH | 95 | 14               | 14               | 28               | 31               | -                | - | -                    | -                    | -                    |                      |                      |

### En équipe nationale
| Année | Compétition                  |   | PJ | B | A  | Pts | Pun                |  | Résultat |
| 2016  | Championnat du monde -18 ans | 7 | 5  | 3 | 8  | 8   | Médaille de bronze |  |          |
| 2017  | Championnat du monde junior  | 7 | 2  | 1 | 3  | 6   | Médaille d'or      |  |          |
| 2018  | Championnat du monde junior  | 7 | 9  | 1 | 10 | 4   | Médaille de bronze |  |          |